# Micryletta eos
Micryletta eos — вид жаб родини карликових райок (Microhylidae).

## Етимологія
Вид названий на честь давньогрецької богині світанку Еос.

## Поширення
Ендемік Індії. Відомий лише у типовому місцезнаходженні: виявлений у вічнозеленому лісі у національному парку Намдафа на сході штату Аруначал-Прадеш на північному сході країни.